# Groupe de NGC 4125
Le groupe de NGC 4125 comprend au moins 14 galaxies situées dans les constellations du  Dragon et de la  Grande Ourse. La distance moyenne entre ce groupe et la Voie lactée est d'environ 21,4 Mpc (∼69,8 millions d'al). 

## Membres
Le tableau ci-dessous liste les 12 galaxies qui sont indiquées dans l'article d'Abraham Mahtessian publié en 1998. NGC 4121 forme une paire de galaxies avec NGC 4125 et elle fait donc partie de ce groupe. La dernière galaxie (UGC 7019) du tableau provient de la liste du groupe de NGC 4125 décrit par Garcia dans un article publié en 1993.
| Nom       | Constellation | Classification | Type                     | α (J2000.0)   | δ (J2000.0) | Vitesse radiale (km/s) | Magnitude apparente | Distance (Mpc) | Diamètre (kal) |
| --------- | ------------- | -------------- | ------------------------ | ------------- | ----------- | ---------------------- | ------------------- | -------------- | -------------- |
| NGC 3796  | Grande Ourse  | S?             | Spirale                  | 11h 40m 31.1s | 60° 17′ 56″ | 1250 ± 5               | 12,6                | 20,5 ± 1,5     | 36             |
| NGC 3945  | Grande Ourse  | SB(rs)0+       | Lenticulaire             | 11h 53m 13.7s | 60° 40′ 32″ | 1281 ± 5               | 10,9                | 20,9 ± 1,5     | 128            |
| NGC 4036  | Grande Ourse  | S0-            | Lenticulaire             | 12h 01m 26.7s | 61° 53′ 45″ | 1385 ± 5               | 10,7                | 22,3 ± 1,5     | 90             |
| NGC 4041  | Grande Ourse  | SA(rs)bc?      | Spirale                  | 12h 02m 12.2s | 62° 08′ 14″ | 1215 ± 3               | 11,3                | 19,8 ± 1,4     | 83             |
| NGC 4081  | Grande Ourse  | Sa             | Spirale                  | 12h 04m 33.9s | 64° 26′ 12″ | 1408 ± 2               | 12,9                | 22,5 ± 1,6     | 45             |
| NGC 4125  | Dragon        | E6 pec         | Elliptique               | 12h 08m 06.0s | 65° 10′ 27″ | 1281 ± 14              | 9,7                 | 20,5 ± 1,5     | 130            |
| NGC 4205  | Dragon        | Sbc            | Spirale                  | 12h 14m 55.5s | 63° 46′ 58″ | 1453 ± 2               | 13,0                | 23,1 ± 1,6     | 35             |
| NGC 4391  | Dragon        | SA0^-?         | Lenticulaire             | 12h 25m 18.8s | 64° 56′ 01″ | 1320 ± 2               | 12,7                | 21,1 ± 1,5     | 27             |
| NGC 4441  | Dragon        | SAB0+ pec      | Lenticulaire             | 12h 27m 20.3s | 64° 48′ 05″ | 2722 ± 1               | 12,7                | 41,7 ± 2,9A    | 82             |
| IC 758    | Grande Ourse  | SB(rs)cd?      | Spirale barrée           | 12h 04m 11.9s | 62° 30′ 19″ | 1276 ± 2               | 13,3                | 20,7 ± 1,5     | 51             |
| UGC 7009  | Grande Ourse  | Im             | Irrégulière magellanique | 12h 01m 44.1s | 62° 19′ 33″ | 1126 ± 1               | 15,2                | 18,5 ± 1,3     | 40             |
| UGC 7020A | Grande Ourse  | S0?            | Lenticulaire             | 12h 02m 37.1s | 64° 22′ 35″ | 1515 ± 1               | 14,0                | 24,0 ± 1,7     | 30             |
| UGC 7019  | Grande Ourse  | Im             | Irrégulière magellanique | 12h 02m 29.4s | 62° 25′ 02″ | 1516 ± 3               | 15,0                | 24,2 ± 1,7     | 31             |
| NGC 4121  | Dragon        | E              | Elliptique               | 12h 07m 56.6s | 65° 06′ 50″ | 1416 ± 1               | 13,5                | 22,5 ± 1,6     | 30             |

- ACette distance basée sur le décalage est inconsistante avec la distance moyenne du groupe. Si elle est bonne, NGC 4441 ne fait pas partie de ce groupe. Par contre, avec seulement deux mesures indépendantes du décalage, on obtient une distance de 19,150±0,212 Mpc ce qui est près de la distance moyenne de ce groupe.

Le site DeepskyLog permet de trouver aisément les constellations des galaxies mentionnées dans ce tableau ou si elles ne s'y trouvent pas, l'outil du site constellation permet de le faire à l'aide des coordonnées de la galaxie. Sauf indication contraire, les données proviennent du site NASA/IPAC.